# Врангель, Фердинанд Петрович
Барон Фердина́нд Петро́вич Вра́нгель (Фёдор Петрович Врангель; нем. Ferdinand Friedrich Georg Ludwig von Wrangell; Фердинанд Фридрих Георг Людвиг фон Врангель; 29 декабря 1796 [9 января 1797], Псков — 25 мая [6 июня] 1870, Дерпт) — российский военный и государственный деятель, мореплаватель и полярный исследователь, генерал-адъютант (15.04.1856), адмирал (26.08.1856), управляющий Морским министерством (18.05.1855 — 27.07.1857).

## Происхождение
Происходил из древнего рода балтийских немцев. Сын майора артиллерии Петра Берендтовича (Петера Людвига) Врангеля (1760—1807) и его жены Доротеи-Маргариты-Барбары фон Фрейман (1768—1806). Дед его, выходец из Дании, был камергером при дворе Петра III, при Екатерине II попал в опалу и бежал за границу.
В 1884 году его двоюродный племянник Василий Васильевич Врангель писал о рождении своих дяди и отца:

Барон Фердинанд Петрович Врангель родился 29 декабря 1796 г. в Пскове, в доме своего дяди, раньше, чем его ожидали, и так как его тётка также должна была родить, то новорождённого положили в колыбель, назначенную для другого ребёнка барона Василия, который родился 6 января 1797 г. и оба мальчика лежали в одной колыбели, и через 5 лет Фердинанд Петрович, после смерти родителей, был принят в дом дяди и вместе рос с бароном Василием-Бернгардом Васильевичем Врангелем, оба поступили в 1810 году в Морской корпус, в 1815 году произведены в мичманы.

## Биография
В 1807 году он был определён в Морской кадетский корпус. 8 июня 1812 года произведен в гардемарины, а 6 апреля 1814 года — в чин унтер-офицера. 21 июля 1815 года, по окончании морского корпуса (первым в выпуске) произведён в мичманы. Врангель некоторое время служил в Ревеле, в 1816—1817 гг. плавал в составе 19-го флотского экипажа в Финском заливе на фрегате «Автроил».
В 1817—1819 годах мичманом участвовал в кругосветной экспедиции Василия Головнина на шлюпе «Камчатка». За участие в этом плавании награждён орденом Святой Анны 3-й степени. Зимой 1819—1820 года занимался в Дерпте астрономией, физикой и минералогией, слушал лекции профессоров В. Я. Струве и Морица фон Энгельгардта.
В 1820—1824 годах в чине лейтенанта (произведён 12 февраля 1820 года) возглавлял экспедицию по исследованию северо-восточного побережья Сибири (отряд в составе мичмана Ф. Ф. Матюшкина, штурмана Прокофия Козьмина, доктора Адольфа Кибера, слесаря Степана Иванникова и матроса Михаила Нехорошкова). В ходе экспедиции было описано побережье Сибири от реки Индигирка до Колючинской губы, нанесены на карту Медвежьи острова. После возвращения из Иркутска в Санкт-Петербург награждён орденом Святого Владимира 4-й степени, пожизненной пенсией в размере годового лейтенантского жалования, произведён в следующий чин и ему было пожаловано 4 года выслуги для получения ордена Святого Георгия 4-й степени.
В 1825—1827 годах в чине капитан-лейтенанта (произведён 12 декабря 1824 года) возглавлял кругосветное плавание на военном транспорте «Кроткий». По возвращении из кругосветного плавания награждён орденом Святой Анны 2-й степени и пенсией в размере капитан-лейтенантского жалования. 13 октября 1827 года произведён в чин капитана 2-го ранга. 29 декабря того же года был избран член-корреспондентом Императорской Академии Наук.
В 1828—1829 годах командовал фрегатом «Елисавета». В 1829 году в чине капитана 1-го ранга (произведён 12 марта 1829 года) назначается главным правителем Русской Америки и остаётся на этом посту до 1835 года, в 1830 году прибывает на Аляску. За время нахождения на этом посту лично обследовал всё западное североамериканское побережье от Берингова пролива до Калифорнии и создаёт магнитно-метеорологическую обсерваторию в Ново-Архангельске. 24 марта 1833 года избран членом Императорского Московского общества испытателей природы.
В 1836 году через Мексику, где выполняет дипломатические поручения Российско-Американской компании, возвращается в Россию, совершив по пути на родину своё третье кругосветное плавание. 8 июля того же года ему присвоено звание контр-адмирала, с назначением членом Общего присутствия кораблестроительного департамента морского министерства, а 5 августа назначен исправляющим должность директора Департамента корабельных лесов. 27 ноября 1836 года избран членом Общества для поощрения лесного хозяйства. В 1837 году произвёл осмотр корабельных рощ, лесничеств и правлений Балтийского и Низового округов и дубовых лесов на острове Эзель. За 25-летнюю службу в офицерских чинах 29 ноября 1837 года награждён орденом Святого Георгия 4-й степени (№ 5527 по списку Григоровича — Степанова), а в следующем году был пожалован орденом Святого Станислава 2-й степени со звездой. С 1837 года — член-корреспондент Лондонского Королевского географического общества.
С 1840 по 1847 годы — директор Российско-Американской компании (Санкт-Петербург), в 1847—1849 годах является директором Департамента корабельных лесов Морского министерства. С 1845 года — член Русского географического общества. Избран Председателем отделения общей географии. В 1849 году выходит в отставку (26 ноября 1847 года присвоен чин вице-адмирала). Находясь в отставке, активно сотрудничает с Петербургской академией наук, почётным членом которой становится в 1855 году, и Русским Географическим обществом, являясь одним из его учредителей.
В связи с началом Крымской войны возвращается из отставки на службу и 8 сентября 1854 года назначается директором Гидрографического департамента. 23 февраля 1855 года назначен председателем Морского учёного комитета, а 13 апреля того же года инспектором корпуса штурманов флота с оставлением в занимаемых должностях. С 18 мая 1855 года являлся управляющим Морским министерством (то есть морским министром). 17 апреля 1855 года награждён орденом Святого Владимира 2-й степени. 15 апреля 1856 года назначен генерал-адъютантом, а 26 августа того же года произведён в чин адмирала. 27 июля 1857 года, по состоянию здоровья, был уволен с должности управляющего Морским министерством с назначением членом Государственного совета. 8 сентября 1859 года пожалован орденом Белого орла.
В 1864 году повторно вышел в отставку. В том же году переехал на постоянное жительство в имение Руйль (нем. Ruil, Роэла, эст. Roela mõis) в Эстляндской губернии. Последние шесть лет жизни он провел в деревенском уединении. Занимался метеорологическими наблюдениями, дневники которых сохранились в его архиве. Высказывался против продажи Аляски Соединённым Штатам Америки.
Скончался 25 мая (6 июня) 1870 года от разрыва сердца, будучи проездом в Дерпте. Похоронен на фамильном участке кладбища Виру-Яагупи в Эстонии рядом с женой.

## Награды
Ордена:
- Орден Святой Анны 3-й степени (08.10.1819)[10];
- Орден Святого Владимира 4-й степени (12.12.1824)[11];
- Орден Святой Анны 2-й степени (02.10.1827)[12];
- Знак отличия беспорочной службы за XV лет (22.08.1832);
- Орден Святого Георгия 4-й степени за 25 лет службы в офицерских чинах (29.11.1837)[13];
- Орден Святого Станислава 2-й степени со звездой (02.04.1838);
- Знак отличия беспорочной службы за XX лет (22.08.1838);
- Орден Святого Станислава 1-й степени (13.04.1840);
- Перстень с алмазами (1841);
- Знак отличия беспорочной службы за XXV лет (22.08.1841);
- Орден Святой Анны 1-й степени (10.04.1843);
- Императорская корона к ордену Святой Анны 1-й степени (06.04.1846);
- Знак отличия беспорочной службы за XXX лет (22.08.1846);
- Орден Святого Владимира 2-й степени (17.04.1855);
- Орден Белого орла (08.09.1859).

Медали:
- Медаль «В память войны 1853—1856 гг.» (1856).

## Семья
Жена (с 1829 года) — баронесса Елизавета Васильевна (Елизавета Теодора Наталия Каролина) Россильон (1810—1854), дочь директора училищ Эстляндской губернии. В марте 1829 года перед отъездом в Америку Врангель хотел жениться и искал себе пару. В Ревеле «из окна конторы дилижансов он увидел гуляющее семейство, в числе прочих девушку, которая приковала его внимание». Это была баронесса Россильон. Он просил его представить, через две недели сделал предложение, ещё через две они обвенчались, а ещё через две — он уехал с молодой женой в Америку. По пути в Иркутске у них родилась дочь Мария Луиза. С грудным ребёнком Елизавета Васильевна проехала 1800 вёрст до Охотска верхом. На Аляске Врангели жили среди язычников, у которых баронесса пользовалась большой популярностью. В Россию они возвратились в июле 1836 года. Скончалась в 1854 году в своем имении Руиль Эстляндской губернии, где похоронена вместе с мужем. Из их детей один сын и три дочери умерли в младенчестве, в живых остались:
- Василий (нем. Wilhelm Peter Georg Adolf; 1831—1894) — предводитель дворянства Эстляндской губернии (1881—1884);
- Пётр (нем. Peter Georg Ludwig Alexander; 1840—1899);
- Елизавета (нем. Elisabeth Pauline Julie Antonie; 1842—1926), умерла в Мадрасе (Индия);
- Фердинанд (нем. Ferdinand Georg Friedrih; 1844—1919) — гидрограф, метеоролог, действительный статский советник, директор Императорского Александровского лицея;
- Ева Мария (нем. Karoline Antonie Sophie Evva; 1850—?).

## Память
Именем Врангеля названы:
- город в штате Аляска (США);
- аэропорт на Аляске;
- остров в Ледовитом океане между Восточно-Сибирским морем и Чукотским морем;
- остров в составе архипелага Новая Земля;
- остров Врангеля, США (Тихий океан, побережье Северной Америки, архипелаг Александра, 56°18′ с. ш., 132°10′ з. д., остров нанесён на карту в 1848 году)[14];
- остров Врангеля, США (Тихий океан, побережье Северной Америки, архипелаг Александра, острова Некер, 56°51′ с. ш., 135°29′ з. д., остров нанесён на карту Г. А. Сарычевым, название присвоено в 1826 году)[14];
- пролив Врангеля (Тихий океан, побережье Северной Америки, архипелаг Александра, 56°31′ с. ш., 132°57′ з. д., название проливу присвоено в 1838 году штурманом Линденбергом)[14];
- мыс Врангеля (Берингово море, Алеутские острова, 52°55′ с. ш., 172°27′ в. д., название присвоено Ф. П. Литке, на картах название появилось в 1848 году)[14];
- мыс Врангеля (Охотском море, залив Академии, мыс обследовал в 1849 году экипажем транспорта «Байкал», тогда же было присвоено название мысу)[14];
- национальный парк и заказник на Аляске;
- горы на Аляске, в том числе действующий вулкан;
- гора Врангеля (архипелаг Александра, остров Врангеля)[14].
- гора Врангеля (Тихий океан, побережье Северной Америки, залив Аляска, 62° с. ш. 144° з. д.)[14].
- горы Врангеля (Берингово море, Алеутские острова, 52°55′ с. ш., 172°30′ в. д.)[14].
- горы Врангеля (Тихий океан, побережье Северной Америки, залив Аляска, 56°32′ с. ш., 132°19′ з. д., название присвоено в 1901 году геологом Шрадером)[14].
- бухта Врангеля (Берингово море, Алеутские острова, 52°55′ с. ш., 172°30′ в. д.), названа в 1946-м году американскими картографами по рядом расположенному мысу Врангеля[14].
- гавань Врангеля (Тихий океан, побережье Северной Америки, архипелаг Александра, 56°28′ с. ш., 132°23′ з. д.)[14].
- улица в Иркутске.

В 1992 году была выпущена почтовая марка России, посвященная Врангелю.

## Труды
- «Днев. записки о плавании военного транспорта „Кроткого“ в 1825—27 гг.»
- Американцы в Верхней Калифорнии // Телескоп. — 1835. — Ч. 26. — Отд. наука. — С. 441—456
- Краткие статистические замечания о российских колониях в Америке // Телескоп. 1835. Т. XXVIII(28). № 13. — С. 104—133
- О торговых сношениях народов Северо-Западной Америки между собою и с чукчами / Ф. П. Врангель // Телескоп. — М., 1835. — Ч. 26. — (Отд. «Наука»). — С. 604—613
- «Очерк пути из Ситки в Санкт-Петербург» (1836)
- «Историческое обозрение путешествий по Ледовитому океану» (1836)
- Обитатели Северо-Западных берегов Америки // Сын Отечества. 1839. Т. VII (7). — С. 51—82
- Wrangell F. P. von. Statistische und ethnographische Nachrichten über die Russischen Besitzungen an der Nordwestkuste von Amerika. St. Petersburg, 1839
- «Путешествие по северным берегам Сибири и по Ледовитому океану, совершенные в 1820, 21, 22, 23 и 24 годах» (1841) — Демидовская премия за 1842 год

На немецком языке:
«Ferdinand von Wrangel und seine Reise langs der Nordkuste von Sibirien und auf dem Eismeere» (von L. v. Engelhardt, Лейпциг, 1885). Ф. Ф. Врангель.
Весьма любопытные сведения о северо-западном береге Америки, сообщенные Врангелем, появились в немецком переводе и составляют I том «Beitrage zur Kenntniss des Russischen Reiches», издание Бэра и Гельмерсена. Как видно из предисловия издателей, заметки Врангеля послужили первым поводом к основанию этого академического издания.

## В художественной литературе
- Кудря, Аркадий Иванович. След на земле [Текст] : ист. роман / А. И. Кудря. — М. : Аст : Астрель, 2004. — 479 с. — (Золотая библиотека исторического романа) (Великие путешественники. Врангель).